# Irene Cadurisch
Irene Cadurisch (ur. 23 października 1991 w Brigels) – szwajcarska biathlonistka. W Pucharze Świata zadebiutowała 6 stycznia 2012 roku w Oberhofie, gdzie zajęła 69. miejsce w sprincie. Pierwsze punkty zdobyła 6 marca 2014 roku w Pokljuce, zajmując 19. miejsce w tej samej konkurencji. Najlepsze wyniki osiągnęła w sezonie 2013/2014, kiedy zajęła 71. miejsce w klasyfikacji generalnej. W 2014 roku wystartowała na igrzyskach olimpijskich w Soczi, gdzie zajęła 37. miejsce w biegu indywidualnym i dziewiąte w sztafecie. Na rozgrywanych cztery lata później igrzyskach w Pjongczangu była między innymi ósma w sprincie, szesnasta w biegu pościgowym oraz szósta w sztafecie. Brała też udział w mistrzostwach świata w Oslo, jednak plasowała się poza czołową czterdziestką.

## Osiągnięcia

### Igrzyska olimpijskie
| Rok  | Miejscowość | Konkurencje | Konkurencje | Konkurencje | Konkurencje | Konkurencje | Konkurencje | Konkurencje |
| Rok  | Miejscowość | IN          | SP          | PU          | MS          | RL          | MR          | SR          |
| ---- | ----------- | ----------- | ----------- | ----------- | ----------- | ----------- | ----------- | ----------- |
| 2014 | Soczi       | 37.         | –           | –           | –           | 8.          | –           | nd.         |
| 2018 | Pjongczang  | –           | 8.          | 16.         | 28.         | 6.          | –           | nd.         |
| 2022 | Pekin       | –           | –           | –           | –           | dnf.        | –           | nd.         |

### Mistrzostwa świata
| Rok  | Miejscowość | Konkurencje | Konkurencje | Konkurencje | Konkurencje | Konkurencje | Konkurencje | Konkurencje |
| Rok  | Miejscowość | IN          | SP          | PU          | MS          | RL          | MR          | SR          |
| ---- | ----------- | ----------- | ----------- | ----------- | ----------- | ----------- | ----------- | ----------- |
| 2012 | Ruhpolding  | –           | –           | –           | –           | 21.         | –           | nd.         |
| 2016 | Oslo        | 74.         | 46.         | 51.         | –           | 16.         | –           | nd.         |
| 2021 | Pokljuka    | 8.          | –           | –           | –           | –           | –           | 9.          |

### Mistrzostwa świata juniorów
| Rok  | Miejscowość | Konkurencje | Konkurencje | Konkurencje | Konkurencje | Konkurencje | Konkurencje | Konkurencje |
| Rok  | Miejscowość | IN          | SP          | PU          | MS          | RL          | MR          | SR          |
| ---- | ----------- | ----------- | ----------- | ----------- | ----------- | ----------- | ----------- | ----------- |
| 2008 | Ruhpolding  | 58.         | 45.         | 43.         | –           | 13.         | –           | nd.         |
| 2011 | Nové Město  | 45.         | 40.         | 18.         | –           | 6.          | –           | nd.         |
| 2012 | Kontiolahti | 21.         | 10.         | 21.         | –           | 8.          | –           | nd.         |

### Puchar Świata

#### Miejsca w klasyfikacji generalnej
| Sezon     | Miejsce           |
| --------- | ----------------- |
| 2011/2012 | -                 |
| 2013/2014 | 71.               |
| 2014/2015 | -                 |
| 2015/2016 | 82.               |
| 2016/2017 | -                 |
| 2017/2018 | 89.               |
| 2018/2019 | -                 |
| 2019/2020 | -                 |
| 2020/2021 | 49.               |
| 2021/2022 | niesklasyfikowana |